# Philonotis perlaxifolia
Philonotis perlaxifolia är en bladmossart som beskrevs av Hugh Neville Dixon 1932. Philonotis perlaxifolia ingår i släktet källmossor, och familjen Bartramiaceae. Inga underarter finns listade i Catalogue of Life.